# Kerim König
Kerim König (* 12. April 1977 in Hannover) ist ein deutscher Filmkomponist.

## Biografie
Kerim König sammelte erste Bühnenerfahrungen mit Bands und Ensembles als Schlagzeuger, Sänger und Gitarrist. Er studierte „Kulturwissenschaften und ästhetische Praxis“ mit Schwerpunkt Musik und Medien an der Universität Hildesheim. Schon während des Studiums entstanden erste Filmmusiken zu Kurz- und Animationsfilmen der Regisseure Lothar Herzog und Jan-Peter Meier. Um seine Kenntnisse zu vertiefen, nahm er u. a. am „Hollywood Music Workshop“ unter der Leitung von Conrad Pope in Baden bei Wien teil. Nach seinem Umzug nach Berlin folgten erste Aufträge für verschiedene Fernsehproduktionen.
Beim Kölner Label Hey!blau Records veröffentlichte er mehrere Solo-Alben, u. a. unter Mitwirkung der Konzertpianistin Mayuko Miyata, dem Streichorchester Scoring Berlin und der Sängerin Teresa Bergman.

## Filmografie
- 2005: Ego Sum Alpha Et Omega
- 2008: Monsieur Noir und die Monster aus dem Keller
- 2008: Wasserspiegel
- 2009: SOKO Wismar – Bittere Weihnachten
- 2009–2024: SOKO Wismar
- 2019–2024: Blutige Anfänger
- 2020: Der Barcelona-Krimi – Blutiger Beton
- 2021: Tatort: Rhythm and Love
- 2022: Tatort: Propheteus
- 2023: Tatort: MagicMom
- 2024: Tatort: Unter Gärtnern
- 2025: Tatort: Fiderallala

## Diskografie
Solo
- 2015: Waltzes (Album),[1] Hey!blau Records
- 2018: _in between (Album),[2] Hey!blau Records
- 2020: Miniatures (Album),[3] Hey!blau Records
- 2021: Miniatures Reworks (EP),[4] Hey!blau Records
- 2024: Grounded (Album),[5] Hey!blau Records

Filmmusik
- 2020: Blutige Anfänger[6]
- 2020: Der Barcelona Krimi[7]
- 2022: Tatort: Propheteus[8]

## Auszeichnungen
- 2022: Deutsche Akademie für Fernsehen: Nominierung in der Kategorie Musik für Tatort: Propheteus